# Ливень (альбом)
«Ливень» — пятый студийный альбом группы «Калинов Мост», записанный живьём в студии 26 мая 1992 года и изданный два года спустя. Альбом состоит из наиболее популярных песен с трёх предыдущих альбомов группы и является своеобразным итогом уходящего двухлетнего студийного периода группы.

## Список композиций
Все песни написаны Дмитрием Ревякиным (кроме отмеченных).
| №   | Название                                               | Длительность |
| --- | ------------------------------------------------------ | ------------ |
| 1.  | «Лопнуло Небо» (**)                                    | 2:16         |
| 2.  | «В Устье Лены»                                         | 3:22         |
| 3.  | «Иволге Петь» (музыка - Ревякин, Щенников)             | 3:54         |
| 4.  | «Набекрень Голова»                                     | 4:16         |
| 5.  | «Крошево Вытупа» (*)                                   | 5:57         |
| 6.  | «Тропы В Китай» (музыка - Ревякин, Чаплыгин)           | 2:54         |
| 7.  | «Ты Так Хотел» (музыка - Ревякин, Чаплыгин, Смоленцев) | 4:31         |
| 8.  | «Пойдём Со Мной»                                       | 3:57         |
| 9.  | «Увидеть Себя»                                         | 4:22         |
| 10. | «Плакать Всерьёз»                                      | 3:43         |
| 11. | «Улетай»                                               | 4:47         |
| 12. | «Имя Назвать» (*)                                      | 4:52         |
| 13. | «Колывань» (музыка - Ревякин, Щенников, Чаплыгин)      | 3:23         |
| 14. | «Назад В Подвалы»                                      | 3:55         |

(*) — композиции изданы на переиздании 2006 года от Real Records

(**) — композиция встречаются только на данном альбоме группы

## Участники записи
- Дмитрий Ревякин — вокал, акустическая гитара
- Василий Смоленцев — гитара
- Андрей Щенников — бас-гитара
- Виктор Чаплыгин — перкуссия, бэк-вокал